# Brothers of the Night
Pour plus de détails, voir Fiche technique et Distribution.
Brothers of the Night est un documentaire autrichien réalisé par Patric Chiha en 2016. La Première mondiale a eu lieu à la Berlinale 2016.

## Synopsis
De frêles et innocents garçons le jour, de sulfureux rois de la débauche la nuit. Ils sont jeunes, roms et bulgares. Ils sont venus à Vienne en quête de liberté et d’argent facile. Parfois mariés et pères de famille chez eux, ils deviennent des prostitués homosexuels dans un ciné porno gay de la ville. Des "garçons de mauvaise vie". Seul les console, et parfois les réchauffe, le sentiment si rassurant d’appartenir à un groupe, celui de "jeunes tapins mis au pilori par le stigmate social mais toutefois unis ensemble dans leur destin commun de travailleurs du sexe et leur statut d'objet sexuel". Néanmoins, les nuits sont longues et imprévisibles dans cette ambiance d'alcool, de drogues et de "sex business" car les passes avec les différents clients qu'ils racolent ne se ressemblent pas forcément les unes aux autres...

## Fiche technique
- Titre original : Brüder der Nacht
- Réalisation et scénario : Patric Chiha
- Photographie : Klemens Hufnagl
- Son : Atanas Tcholakov
- Montage : Patric Chiha
- Mixage: Alexander Koller
- Production : Ebba Sinzinger & Vincent Lucassen
- Société de production : Wildart Film
- Société de distribution :  Épicentre Films  Autriche Stadtkino
- Pays d'origine :  Autriche
- Langue originale : bulgare-romani-allemand
- Format : couleur - 1:1,85 - Dolby Digital - DCP
- Durée : 88 minutes
- Dates de sortie :
  -  France : 8 février 2017
  -  Autriche : 7 septembre 2016
  - Allemagne : 5 janvier 2017
  - Suisse : 5 mars 2017
  - USA : 20 novembre 2017

## Production

### Tournage
Le tournage a eu lieu en février et mars 2015 à Vienne en Autriche.

## Sortie

### Accueil critique
En France, le site Allociné recense une moyenne des critiques presse de 3,8/5, et des critiques spectateurs à 2,6/5.

## Distinctions
- Autriche - 'Nomination pour le "Österreichischer Filmpreis 2017" (Meilleur Documentaire & Meilleure Image)
- Curitiba IFF - Prix du Jury
- Marseille IFF/FID - Prix GNCR
- Festival du film de Belfort - Entrevues : Prix Camira
- Montréal IFF/RIDM - Prix de la Meilleure Image
- Mexico City IFF/FICUNAM - Prix du Meilleur Réalisateur
- Bergen IFF - Prix du Meilleur Documentaire
- Duisburg/Duisburger Filmwoche - Prix du Meilleur Documentaire
- Beyrouth LFF - Mention Spéciale
- Festival Chéries Chéris de Paris : Prix d'Interprétation (Pour l'ensemble des protagonistes)
- Belgrade/Merlinka Festival - Mention Spéciale
- Cosquín IFF/FICIC - Mention Spéciale
- Palermo IFF/Sicilia Queer Filmfest - Prix du Meilleur Film
- Milano FF/Festival Mix Milano - Prix du Meilleur Documentaire
- Bruxelles IDFF/Filmer à tout prix - Prix du Jury